# 奥利维娅·里夫斯
奥利维娅·琳恩·里夫斯（英語：Olivia Lynn Reeves，2003年4月19日—），美国女子举重运动员。她曾代表美国参加2024年夏季奥林匹克运动会举重比赛，获得女子71公斤级金牌。她也曾参加2023年泛美运动会。